# Houssaine Kili
El-Houssaine Kili (* 1955 in Agadir) ist ein marokkanischer Worldmusic- und Afropop-Musiker. Sein Instrument ist die Gembri, eine dreisaitige Bassgitarre.
Kili wuchs in Marokko mit der Musik der Araber und Berber, zugleich aber auch mit amerikanischer Rock- und Popmusik auf. Er war Bassist der Southern Band, die in Hotels und bei Festivals Coverversionen von Popsongs spielte. Zugleich spielte er in der Gruppe Tam Tam die traditionelle Musik der Gnawa Südmarokkos. Am Konservatorium von Agadir erhielt er Gelegenheit, mit dem Jazz-Musiker Randy Weston zu arbeiten.
1977 traf er durch einen Zufall auf den deutschen Jazz-Rock-Musiker Christian Burchard von der Band Embryo, mit dem er zwei Monate durch Marokko tourte. 1980 unternahm Embryo mit Unterstützung des Goetheinstitutes eine gemeinsame Marokko-Tournee mit der Gruppe Tam Tam. 
1984 kam Kili auf Einladung der Dissidenten, einer Gruppe, die aus Embryo hervorgegangen war, nach Deutschland und wurde, neben dem Algerier Hamid Baroudi, deren Sänger. Er tourte mit der Gruppe durch Europa und die USA und wirkte bis 1988 an drei ihrer Alben mit.
Danach arbeitete er an Soloprojekten und trat mit Don Cherry, erneut mit Embryo sowie im Duo mit dem Embryo-Musiker Roland Schaeffer auf. 1999 veröffentlichte er sein erstes Soloalbum Safran, 2003 folgte Mountain to Mohamed.

## Diskographie
- Safran (1999)
- Mountain to Mohamed (2001)
- Life at the Pyramids (mit den Dissidenten) (1985)
- Turn Peace (mit Embryo) (1989)
- Out of this World (mit den Dissidenten) (1990)
- Dissidenten live in New York (1991)
- Live in Berlin (mit Embryo) (1998)
- Sentir (mit Omar Sosa) (2002)
- Die Frage wie (mit Laith al-Deen) (2005)